# Damián Němec
Damián Němec (* 18. června 1960 Boskovice) je katolický kněz, dominikán, teolog a církevní právník.

## Život
Po studiu na střední škole vystudoval v letech 1986–1991 teologii v Litoměřicích a na olomoucké teologické fakultě. V letech 1998–2002 byl provinciálem české provincie dominikánského řádu. Roku 2003 získal na Papežské fakultě teologické ve Vratislavi doktorát v oboru teologie. Roku 2008 se habilitoval na olomoucké univerzitě. V letech 2005–2016 byl vedoucím katedry církevního práva na tamní teologické fakultě, v letech 2006–2014 byl proděkanem fakulty. Od roku 2016 je vedoucím Katedry církevních dějin a církevního práva této fakulty. Vyučuje i na fakultě právnické a filosofické, v rámci generálního studia dominikánského řádu a studia trapistického Kláštera Matky Boží v Novém Dvoře. V květnu 2021 byl jmenován profesorem.

## Hlavní publikace
- Manželské právo katolické církve s ohledem na platné české právo. Praha – Kostelní Vydří: Krystal OP – Karmelitánské nakladatelství, 2006. 215 s. ISBN 80-85929-83-X – ISBN 80-7195-065-3.
- Konkordátní smlouvy Svatého stolce s postkomunistickými zeměmi (1990–2008). Bratislava : Ústav pre vzťahy štátu a cirkví, 2010. 544 s. ISBN 978-80-89096-45-9
- Concordat Agreements between the Holy See and the Post-Communist Countries (1990–2010). Louvain : Peeters, 2012. 544 s. ISBN 978-90-429-2519-9